# Kristi Yamaguchi
Kristine Tsuya Yamaguchi (Hayward, California, 12 de julio de 1971) es una patinadora artística estadounidense, campeona olímpica de Albertville 1992 en la prueba individual femenina. Es también campeona mundial en 1991 y 1992 y campeona de EE. UU. en 1992.
Antes de eso practicaba el patinaje en parejas. Con Rudy Galindo logró las medallas de oro en el campeonato de EE. UU. juvenil en el 1986, y en los campeonatos de EE. UU. ("adultos") de 1989 y 1990. En el campeonato mundial juvenil de 1988 logró dos medallas de oro: como patinadora de parejas con Rudy Galindo y como patinadora individual.